# Gol Transportes Aéreos
Gol Linhas Aéreas Inteligentes S. A., діюча як Gol (, NYSE: GOL), — бюджетна авіакомпанія Бразилії зі штаб-квартирою в місті Сан-Паулу, що виконує регулярні та чартерні пасажирські авіаперевезення з аеропортів країни та за її межі.
Перевізник володіє торговою маркою «Varig» збанкрутілої в 2005 році найстарішою авіакомпанії Бразилії.
Згідно зі звітом Національного агентства цивільної авіації Бразилії в 2009 році частка пасажирських перевезень Gol/Varig в країні склала 41,37 % на внутрішніх маршрутах і 13,40 % на міжнародних рейсах за показником перевезених пасажирів на кілометр дистанції. У листопаді 2010 року зазначені показники для внутрішніх і міжнародних авіаперевезень склали 39,78 % та 12,23 % відповідно.
Як головні транзитні вузли (хаби) авіакомпанія використовує Аеропорту Конгоньяс/Сан-Паулу, Міжнародний аеропорт Бразиліа і Міжнародний аеропорт Галеан. Основними пунктами призначення маршрутної мережі Gol крім головних хабів є Міжнародний аеропорт Танкреду Невес, Міжнародний аеропорт Салгаду Філью, Міжнародний аеропорт імені Луїса-Едуарду-Магальяйнса, Міжнародний аеропорт Сан-Паулу/Гуарульос і Аеропорт Сантос-Дюмон.
Акції авіакомпанії торгуються на фондовій біржі Сан-Паулу та нью-йоркській фондовій біржі, на яких мають повне найменування GOL Linhas Aéreas Inteligentes S. A.».

## Історія
Авіакомпанія Gol Linhas Aéreas Inteligentes була заснована в 2000 році і почала операційну діяльність 15 січня наступного року. Компанія створювалася як дочірній підрозділ конгломерату «Grupo Áurea» зі штаб-квартирою в штаті Мінас-Жерайс, у сфері виробничих інтересів якого знаходилася наземна транспортна інфраструктура. Зокрема, холдинг був власником найбільшої в країні автобусної компанії, що здійснювала пасажирські перевезення на далекі відстані. «Grupo Áurea» був бізнесом бразильської сім'ї Костянтину, що кілька останніх десятиліть входила в список найбагатших родин країни. У 2004 році послугами авіакомпанії Gol Linhas Aéreas Inteligentes скористалися понад 11,6 мільйонів людей, внаслідок чого пасажирообіг склав близько 20 % від всього ринку пасажирських повітряних перевезень в Бразилії.
24 червня 2004 року авіакомпанія Gol провела процедуру публічного розміщення акцій на фондовій біржі Сан-Паулу та Нью-Йоркській фондовій біржі, в результаті якої 77 % власності авіаперевізника перейшли під контроль інвестиційного холдингу «AeroPar Participações», 17,6 % залишилося у самого підприємства і 5,4 % акцій викупила найбільша в США страхова компанія American International Group. Зростання акцій авіакомпанії протягом року призвів до того, що сім'я Костянтину у 2005 році увійшла в список сімей-мільярдерів за версією журналу Forbes. Станом на березень місяць 2007 року штат перевізника налічував 5456 співробітників.
Згідно з попередньою угодою в 2007 році між Gol і флагманської авіакомпанією Португалії TAP Portugal повинен був бути підписаний код-шерінговий договір, за яким бразильський перевізник отримував би броньовані блоки пасажирських місць на ряді рейсів в європейські аеропорти, а португальська компанія — відповідно блоки місць на рейсах з аеропортів Бразилії. В силу ряду причин, головною з яких стало майбутнє партнерство з глобального авіаальянсу пасажирських перевезень Star Alliance, «TAP Portugal» не пішла на підписання код-шерінгу з Gol і уклала аналогічну угоду з флагманом Бразилії TAM Airlines (TAM Linhas Aéreas).

Логотип підрозділу «Varig»

28 березня 2007 року Gol Linhas Aéreas Inteligentes придбала підрозділ «VRG Linhas Aéreas», яке становило найбільшу частину активів збанкрутілої авіакомпанії Varig. Дана компанія офіційно володіла торговою маркою (брендом) «Varig» і неофіційно називалася «Новий Varig». Сума угоди склала 320 мільйонів доларів США, значна частина якої складала вартість всесвітньо відомого бренду колишньої найбільшої комерційної авіакомпанії Бразилії. Інша частина активів Varig потрапила під процедуру захисту від банкрутства у відповідності з постановою суду.

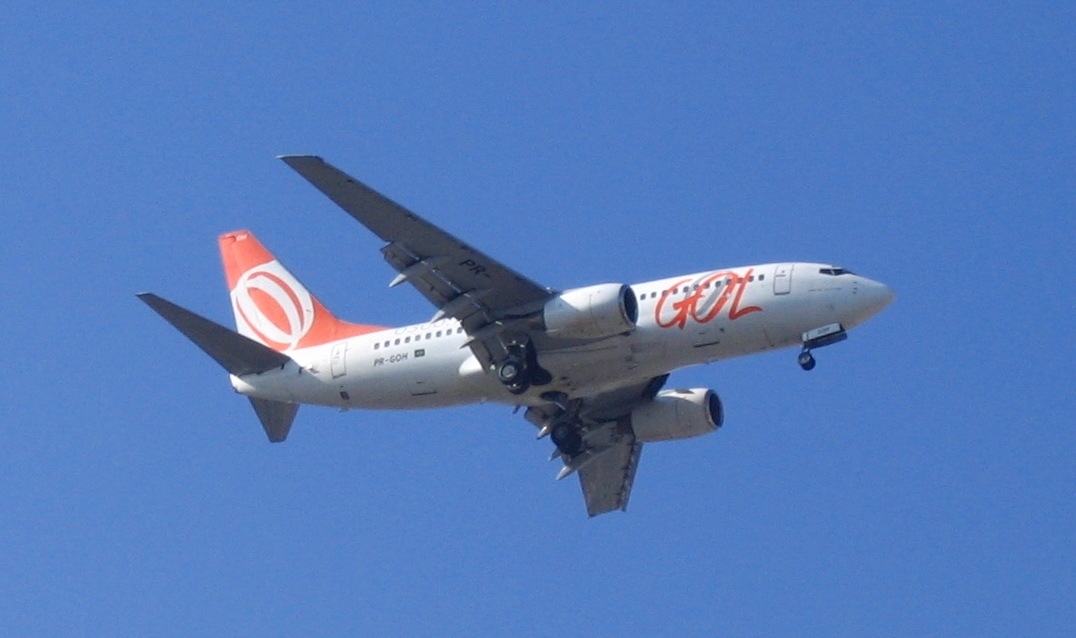
Boeing 737-700 авіакомпанії Gol Linhas Aéreas Inteligentes

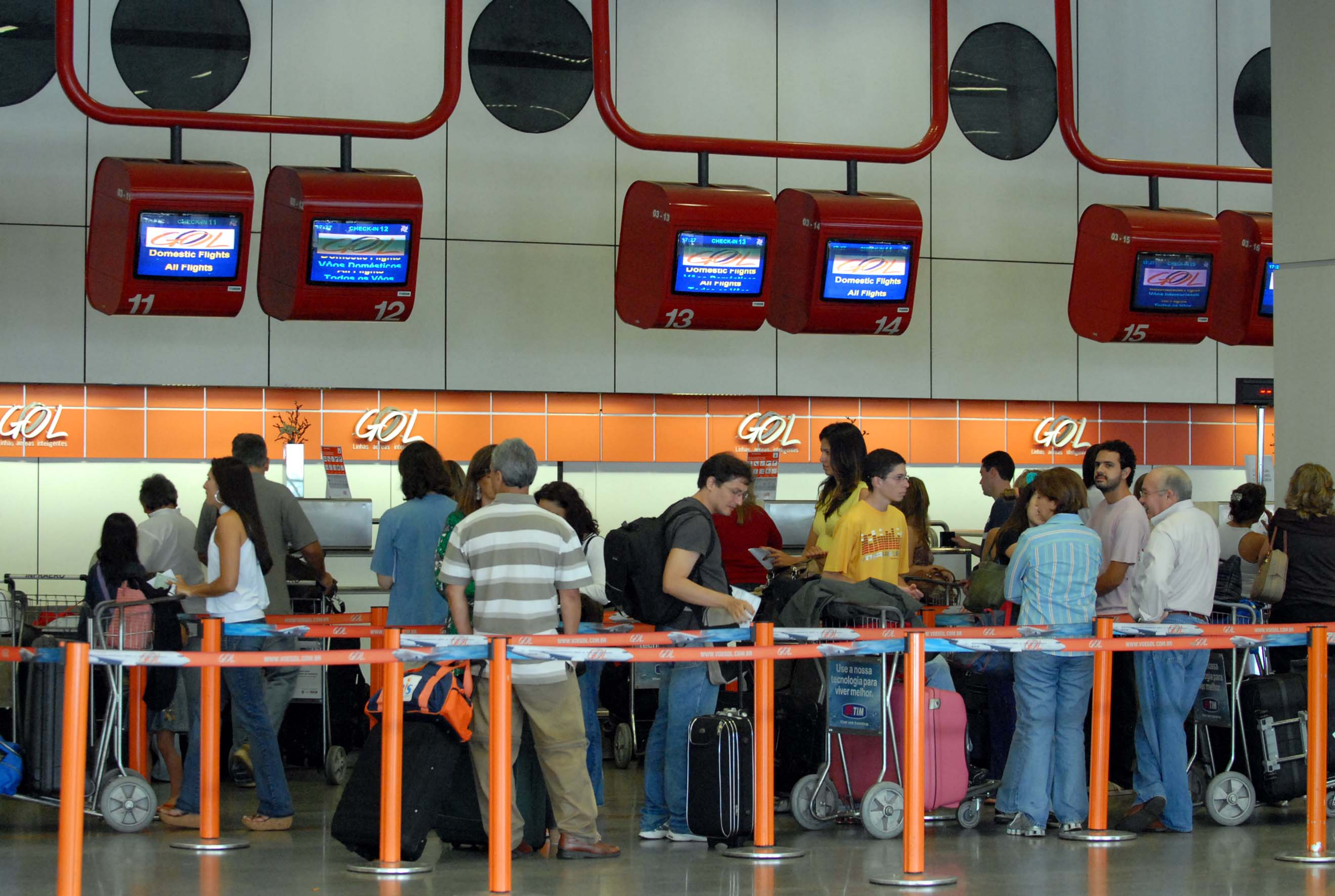
Стійки реєстрації Gol Linhas Aéreas Inteligentes в Міжнародному аеропорту Бразиліа

Після придбання бренду керівництво Gol оголосило про те, що всі раніше здійснювалися під брендом «Varig» комерційні операції в подальшому будуть продовжені саме під цією торговою маркою, а не під поточної «VRG Linhas Aéreas». Для реалізації в повному обсязі цієї концепції необхідно було виділити всі операції, які продовжували виконуватися в філіях збанкрутілої компанії Varig, в окрему структуру і передати її під контроль Gol. Для цього треба було виплатити ще 98 мільйонів доларів готівкою, спрямованих на придбання частини неголосуючих акцій в компаніях Varig Logística і «Volo Group», за 24 млн доларів США стали в червні 2006 року власниками зазначених філій. Угода, однак, не зачепила основні операції авіакомпанії-наступника Flex Linhas Aéreas (неофіційно відомої як «Старий Varig»), яка продовжувала діяльність з використанням відомого бренду аж до свого повного банкрутства в середині 2010 року.
У 2009 році завершилося остаточне злиття авіакомпаній Gol і «VRG Linhas Aéreas». В даний час керуюча компанія «VRG Linhas Aéreas» оперує з двома торговими марками («Gol» і «Varig»), але виконання пасажирських рейсів обох брендів здійснюється під кодом бронювання Gol і з використанням її позивних ІАТА та ІКАО. Бренд «Varig» застосовується на регулярних і чартерних міжнародних авіалініях середньої протяжності в аеропорти країн Південної Америки і Карибського басейну, а також на далекомагістральних напрямках в аеропорти країн Північної Америки, Європи і Африки. При цьому, перша група напрямків обслуговується літаками Boeing 737-700, друга група — літаками Boeing 767-300ER. Салони всіх лайнерів, що працюють під брендом «Varig», сконфігуровані в однокласному компонуванні салонів економічного класу. Перевезення під брендом Gol займають переважну частину операцій в маршрутної мережі компанії, пасажирські салони всіх літаків Gol також являє собою варіант повного економкласу.
Згідно ряду зобов'язань, підписаним в період між 2006 і 2009 роками, «Новий Varig» (VRG Linhas Aéreas) був зобов'язаний забезпечувати не менше 140 годин польотного часу для виконання регулярних рейсів на користь «Старого Varig» (Flex Linhas Aéreas). Таким чином, частина рейсів під брендом Gol насправді виконувалась в режимі фрахту авіакомпанії Flex Linhas Aéreas. Дані угоди діяли аж до банкрутства «Старого Varig» 20 серпня 2010 року.
24 лютого 2010 року керівництво Gol Linhas Aéreas Inteligentes оголосило про можливий вступ в глобальний альянс пасажирських перевезень Oneworld. Даний крок передбачався, як відповідь вступу прямого її прямого конкурента (TAM Airlines) до іншого альянсу Star Alliance. Тим не менш, 6 жовтня того ж року авіакомпанія заявила про розірвання всіх попередніх домовленостей з Oneworld і про подальшу незацікавленості у вступі в будь-які альянси, за винятком укладення прямих код-шерінгових угод з окремими авіаперевізниками.
16 квітня 2016 року генеральний директор альянсу SkyTeam Перрі Кантарутті заявив про те, що альянс розглядає можливість прийняття Gol Linhas Aéreas Inteligentes і індійську Jet Airways свій склад. Разом з тим, обидві авіакомпанії до цього часу не висловили жодного бажання вступати в SkyTeam.

## Флот
Станом на грудень 2010 року повітряний флот авіахолдингу VRG Linhas Aéreas складали наступні літаки:

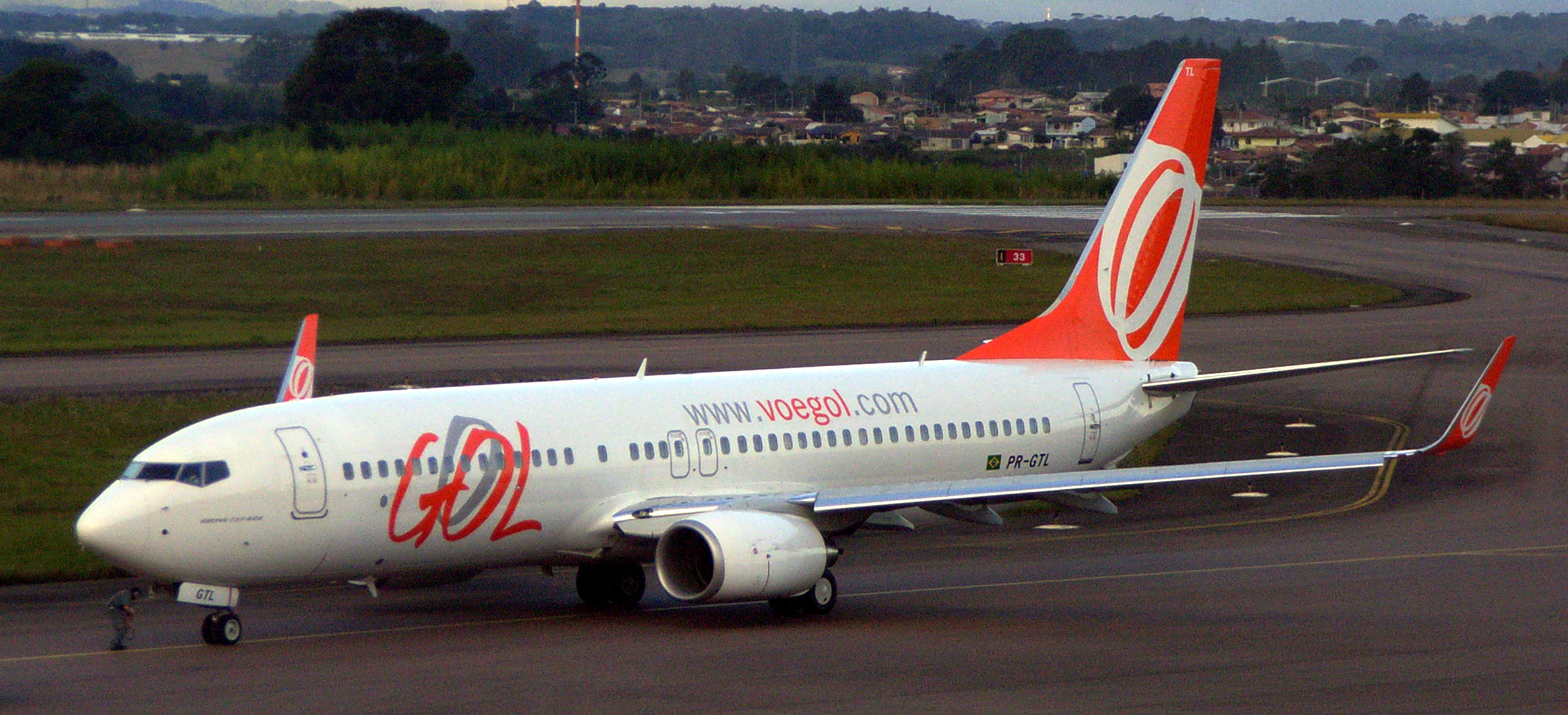
Boeing 737-800 VRG Linhas Aéreas в лівреї «Gol»

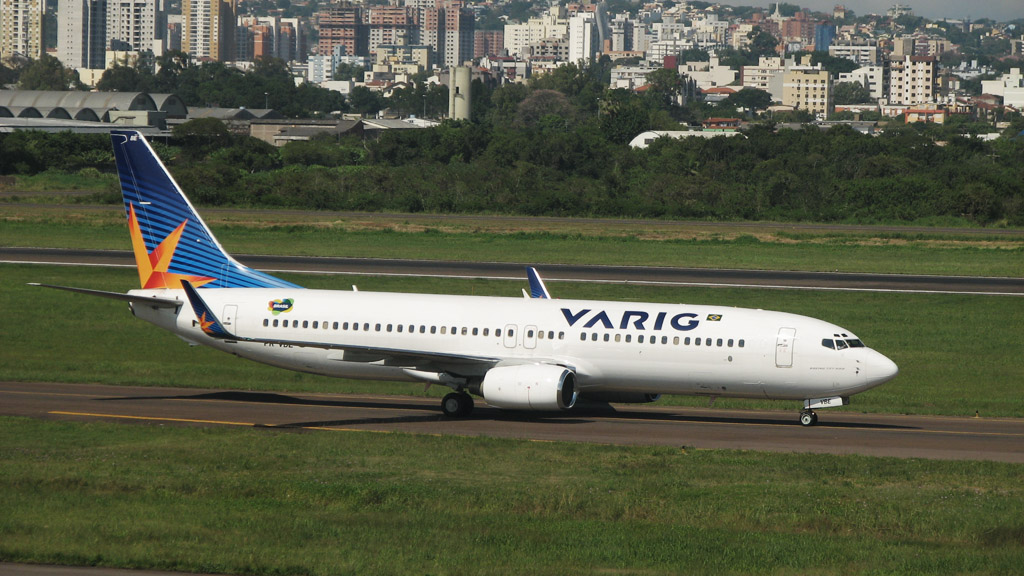
Boeing 737-800 VRG Linhas Aéreas в лівреї «Varig»

## Партнерські угоди
- Aeromexico
- Air France
- American Airlines
- Copa Airlines
- Delta Air Lines
- Iberia
- KLM
- Emirates

## Авіаподії і нещасні випадки
- 20 грудня 2003 року. Літак Boeing 737-76N (реєстраційний номер PR-GOO), що виконував регулярний рейс 1756 Аеропорту Конгоньяс/Сан-Паулу — Міжнародний аеропорт імені міністра Вітора Кондера, при здійсненні посадки в аеропорту призначення в темний час доби і в поганих погодних умовах (сильний дощ) викотився за межі злітно-посадочної смуги і врізався в бетонну стіну. З 143 пасажирів і 6 членів екіпажу постраждалих не виявилось, літак відновленню не підлягав і був списаний[17].
- 29 вересня 2006 року. Літак Boeing 737-800 SFP (реєстраційний номер PR-GTD), що виконував регулярний рейс 1907 Міжнародний аеропорт Манауса імені Едуарду Гомеша (Манаус) — Міжнародний аеропорт Галеан (Ріо-де-Жанейро) з проміжною посадкою в Бразиліа, зіткнувся з приватним літаком Embraer Legacy 600, що прямував на тій же висоті. Boeing 737 впав в джунглях, врізавшись в землю з великою вертикальною швидкістю. Загинули 154 людини на борту. Приватний літак в пошкодженому стані приземлився в аеропорту міста Сьєрра-ді-Качимбу[18][19][20][21].